# حمدي بدر الدين
حمدي بدر الدين مذيع سوداني وإعلامي ومدير تلفزيون سابق. يعدّ من رواد العمل الإذاعي التلفزيوني المعاصر في السودان. تلقى دورات تدريبية في الإعلاميات في أوروبا وأميركا الشمالية وعمل في بضع إذاعات وتلفزيونات دولية وعربية. نال شهرة بسبب مواهبه الإعلامية ومؤهلاته وبرامجه.

## الميلاد والنشأة
ولد حمدي بدرالدين واسمه الأصلي أحمد علي بدرالدين بحي المقرن غرب العاصمة السودانية الخرطوم في عام 1935 م من اسرة تتكون من ستة أبناء وبنات. وكان والده علي بدرالدين يعمل مهندساً بمؤسسة الري المصري بالسودان. ووالدته هي أول من أطلق عليه لقب حمدي.

## التعليم
بدأ حمدي تعليمه في باكورة صباه بالخلوة إسوة بأقرانه في ذلك الزمان والتحق بخلوة الشيخ بابكر في مسقط رأسه. وتلقى تعليمه الأولي بمدارس البعثة المصرية والمتوسط بمدرسة الاتحاد بالخرطوم والثانوي بالكلية القبطية للبنين. وفي عام 1950 م، التحق بجامعة القاهرة فرع الخرطوم (جامعة النيلين حالياً) بالخرطوم.

## حياته المهنية
عمل في بداية شبابه في حقل التدريس معلماً بمدرسة الحلة الجديدة شرق الثانوية بالخرطوم، إلا أن اتجاهه المهني تبلور فيما بعد نحو المجال الإعلامي، لاسيما وأن موهبة حمدي الإذاعية وميزة صوته ظهرت في وقت مبكر من عمره إبان دراسته بالكلية القبطية حيث كان يشرف على الإذاعة المدرسية، يعد لها البرامج ويقدمها ويقرأ نشراتها. وكان عام 1958 م، بداية انطلاقة عمله الإعلامي. فدخل الإذاعة السودانية بإم درمان. يقول حمدي في إحدى مقابلاته الصحفية إن دخوله للإذاعة كان محض صدفة.[بحاجة لمصدر] فقد جاءه شقيقة الأكبر أمير بدرالدين ذات مرة وهو يحمل إعلاناً للإذاعة تبحث فيه عن مذيعين شبان جدد لقراءة نشرات الأخبار فيها. وتقدم حمدي للوظيفة حيث تم قبوله وذلك لاستيفائه الشروط من حيث جمال الصوت وقدرته على القراءة الصحيحة وتحقيقه لنتائج جيدة في اختبار الثقافة العامة.
تدرب بدر الدين على العمل الإذاعي وعمل مقدمًا ومعدًا للبرامج الإخبارية ومذيع للنشرات ومترجم للأخبار. وفي عام 1960 م، ابتعث إلى الولايات المتحدة للتوسع في دراسة علوم الصحافة والإعلاميات وحاز على دبلوم الإعلام الجماهيري من جامعة كاليفورنيا الجنوبية بولاية كاليفورنيا الأمريكية والتحق خلال تلك الفترة بإذاعة صوت أميركا لمدة عام وبعد عودته في عام 1962 تم انتدابه من الإذاعة إلى التلفزيون السوداني للمساهمة في إنشاء وتطوير جهاز التلفزيون وشهد بداية الإرسال التلفزيوني في السودان من خلال أجهزة قدمت كهدية للسودان من شركة تومسون في بريطانيا.
تخصص بدر الدين في إخراج البرامج الوثائقية والمسابقات الهادفة التي ترمي إلى نشر المعرفة وسط الشباب. واكتسب شهرة كبيرة من خلال برنامجه الأسبوعي «فرسان في الميدان» الذي أستمر لمدة عشرة أعوام متتالية.
وفي عام 1970 سافر إلى برلين الغربية بألمانيا الاتحادية آنذاك في بعثة تدريبية لمدة ثلاث سنوات عمل خلالها في إذاعة صوت ألمانيا، القسم العربي، كما عمل مترجماً صحفياً. وبعد عودته تم انتدابه للعمل بدولة الإمارات العربية المتحدة للعمل كمراقب تلفزيوني حيث ساهم في برامج تطوير التلفزيون هناك.[بحاجة لمصدر]
وفي عام 1979 م عُين مديرًا للبرامج بتلفزيون السودان وأنشأ إدارة الأخبار والشؤون السياسية بالتلفزيون. وفي العام 1984 قررت حكومة ائتلاف حزب الأمة والجبهة الإسلامية القومية إحالته مع عدد من زملائه إلى ما يعرف في السودان بالصالح العام وهو مصطلح يرجح تفسيره بأنه قرار بإنهاء الخدمة غالبا لاعتبارات سياسية، فقام بإنشاء مركز خاص للإنتاج الإعلامي في السودان لكن الحكومة سرعان ما تراجعت عن قرارها وأُعيد حمدي للعمل الإعلامي العام، بناء على توجيهات من رئيس الوزراء الصادق المهدي، وصدر قراراً بتعيينه أولاُ نائب لمدير عام وكالة السودان للأنباء، سونا، ثم مديراً عاماً بها ولم تمض بضعة أشهر حتى أعيد مجدداً مديراً للتلفزيون وفي عام 1991م أحالته حكومة الإنقاذ الأولى مرة أخرى إلى التقاعد للصالح العام.[بحاجة لمصدر]

## هواياته
مارس حمدي إبان فترات دراساته بالمراحل المدرسية مختلف ضروب الرياضة خاصة كرة الطائرة وكرة السلة والقفز بالزانة.[بحاجة لمصدر]

## مرضه
أصيب حمدي بدرالدين بنزيف في المخ عام 1998 م أثناء وجوده بالولايات المتحدة وأجريت له أنذاك عملية جراحية ناجحة لكنه تعرض مجدداً لانتكاسة في عام 2001 م أصيب بعدها بشلل نصفي وخضع للعلاج بمستشفيات السودان لكن حالته الصحية أخذت في التدهور  بسبب عدم مقدرته على تغطية تكاليف العلاج المناسب الأمر الذي أثار موجة من الاستياء وسط الرأي العام السوداني ضد الحكومة وأجهزتها الإعلامية التي اتهمت بتجاهل مشكلة حمدي بدرالدين الصحية والمادية وتقاعست عن تقديم مساعدة هو في أمسّ حاجة إليها وانتشرت موجة الاستياء عبر شبكات التواصل الاجتماعي.[بحاجة لمصدر]

## وفاته
توفي يوم الإثنين 06 أغسطس 2018 في العاصمة الخرطوم عن عمرٍ ناهز 83 عاماً.

## أعماله الإذاعية والتلفزيونية
أعدّ وأخرج وقدّم حمدي بدر الدين العديد من البرامج الإذاعية والتلفزيونية منها:
- فرسان في الميدان
- الأسبوع في ساعة
- رواد الفكر السوداني
- في ربوع السودان
- ميادين التجارة
- من الشرق والغرب
- ما يطلبه المستمعون